# جيمي كوان
جيمي كوان (بالإنجليزية: Jimmy Cowan)‏ (16 يونيو 1926 في المملكة المتحدة - 20 يونيو 1968) هو لاعب كرة قدم بريطاني (وحمل سابقاً جنسية المملكة المتحدة لبريطانيا العظمى وأيرلندا) في مركز حراسة المرمى. شارك مع منتخب اسكتلندا لكرة القدم. أما مع النوادي، فقد لعب مع نادي سانت ميرين ونادي سندرلاند ونادي لانارك الثالث ورابطة كرة القدم الاسكتلندية الحادية عشر ‏ ونادي غرينوك مورتون.

## مسيرته الكروية
لعب جيمي كوان خلال مسيرته الاحترافية مع 3 أندية في تسعة مواسم ولم يسجل خلالها أي هدف ضمن 175 مباراة. ولم يفز بأي موسم بالكأس أو بالدوري.
خاض جيمي كوان مسيرته مع نادي غرينوك مورتون في موسم 1946–47 ليلعب معه سبعة مواسم، مشاركًا في 141 مباراة ولم يسجل أي هدف. ثم انتقل إلى نادي سندرلاند في موسم 1953–54 لمدة موسم واحد، حيث شارك في 28 مباراة ولم يسجل أي هدف أيضًا. لينتقل بعدها إلى نادي لانارك الثالث في موسم 1955–56 لمدة موسم واحد، مشاركًا في 6 مباريات ولم يسجل أي هدف أيضًا.

## وصلات خارجية
- جيمي كوان على موقع الاتحاد الإسكتلندي (الإنجليزية)
- جيمي كوان على موقع قاعدة بيانات كرة القدم.إي يو (الإنجليزية)
- جيمي كوان على موقع ناشيونال فوتبول تيمز (الإنجليزية)